# Mario Carta (ingegnere)
Mario Carta (Iglesias, 13 ottobre 1910 – Cagliari, 1º febbraio 1985) è stato un ingegnere minerario italiano noto come il fondatore della facoltà di ingeneria dell'Università degli Studi di Cagliari e come professore universitario e scienziato nel campo dell'Arte Mineraria.

## Biografia
Figlio di un maestro elementare, Raffaele, Mario Carta studiò a Roma, laureandosi in ingegneria mineraria nel 1933. Dopo un breve periodo trascorso nelle miniere della Maremma, vinse il concorso per il Corpo delle Miniere. Specializzato in elettrotecnica, dopo un periodo di studio nelle più importanti miniere europee, fu destinato al distretto di Napoli e nel 1939 trasferito a quello di Iglesias. Qui ebbe parte attiva nella fase di avvio delle miniere del Sulcis e nella ripresa dell'attività estrattiva nelle altre miniere sarde.
All'inizio della seconda guerra mondiale fu richiamato alle armi e destinato al comando di una batteria contraerea che si distinse per aver abbattuto due aerei di ritorno dai bombardamenti sulla città di Cagliari, ma in breve tempo tornò in servizio al distretto minerario di Iglesias del quale, da ingegnere capo, coordinò le attività in un frangente difficile, in cui occorreva soddisfare con mezzi limitati l'elevata domanda dovuta al contesto bellico.
L'intensa collaborazione con il professor Luigi Gerbella, del quale curò la seconda edizione del I volume del testo di Arte Mineraria del gli valse l'incarico di insegnamento di Arte Mineraria e di Elettrotecnica per il neoistituito corso di laurea in Ingegneria Mineraria presso l'Università di Cagliari. Quando le comunicazioni con la penisola furono interrotte, progettò ed attuò un piano di interventi nelle miniere sarde che con quel piano poterono attuare la manutenzione e furono in grado negli anni del dopoguerra di riprendere a pieno ritmo la produzione. Dopo l’8 settembre 1943 fu chiamato dalla Commissione di Armistizio Alleata per riordinare le miniere sarde e quelle del Sulcis in particolare e, chiuse anche per la mancanza di quadri rientrati nella penisola allo scoppio della guerra, poterono già a metà del 1944 riprendere l’attività produttiva, iniziando quella collaborazione alla ricostruzione nazionale che sino al 1952 ebbe questo bacino protagonista.

### Carriera professionale e scientifica
Nel dopoguerra, Carta continuò, come ingegnere del Corpo delle Miniere, nella tradizione degli ingegneri Novarese, Taricco e Testa, diventando ingegnere capo, nella quale funzione si distinse per l’imposizione del rigoroso rispetto della normativa.
Quale Preside dell’Istituto Minerario di Iglesias, compito istituzionale dell’ingegnere capo del Distretto, ne rinnovò i laboratori, ne potenziò la biblioteca, ne riammodernò i programmi e quei periti minerari sparsi nel mondo, molti dei quali assurti ad incarichi di alta responsabilità, rinnovarono la tradizione del primo quarto di secolo che annoverava l’Istituto G. Asproni tra le più prestigiose scuole mineraria del mondo.
Carta lasciò il corpo delle miniere nel 1952 quando, vincitore del concorso a cattedra per l’arte mineraria presso l'Università di Cagliari, stabilì di dedicarsi principalmente all'attività accademica.
Chiamato al governo della nascente Regione Autonoma della Sardegna in qualità di Assessore Tecnico all’Industria e all’Artigianato, fu il promotore di leggi di incentivazione per l’industria tutta ed in particolare per quella mineraria. Ideò nel Cambrico Sardo una ricerca sistematica dei corpi mineralizzati, privi di indici diretti e indiretti, che dieci anni dopo vide seguita nelle miniere austriache e Iugoslave del metallifero alpino. Progettò un piano di interventi per la ricerca mineraria straordinaria nel Piano di Rinascita della Sardegna del quale era il coordinatore per il settore industriale. Realizzò l’Ente Elettrico in Sardegna dieci anni prima della costituzione dell’Enel.
Studiò la valorizzazione del Sulcis prevedendone la gassificazione e il recupero dei sottoprodotti. Il progetto che ebbe da una commissione di scienziati i più ampi elogi non fu realizzato dal Governo Nazionale che preferì sviluppare la petrolchimica: dopo trent’anni quegli studi sono stati ripresi.
A metà degli anni cinquanta Carta fu eletto preside della Facoltà di Ingegneria, promuovendo la nuova sede e dando impulso alle attività didattiche e di ricerca: in quegli annu furono istituiti i corsi di laurea in ingegneria chimica e ingegneria meccanica, rafforzati quelli dell’Ingegneria civile e dell'ingegneria mineraria, istituite nuove cattedre e dotando l’Istituto di Arte Mineraria di laboratori avanzati.
I contributi scientifici di Mario Carta, concretizzatisi in oltre 200 pubblicazioni, hanno abbracciato i vari aspetti dell'ingegneria mineraria, inclusi la ricerca, la sicurezza, la ventilazione, gli esplosivi, e la statica dei vuoti. Sviluppò inoltre il settore dell’arricchimento dei minerali nei quali contributi notevoli sono stati forniti sia come ricerca di base, che finalizzata nel campo della flottazione, dell’arricchimento gravimetrico, elettrostatico e della classificazione. Fu promotore di congressi nazionali e internazionali tra i quali si cita il Congresso Internazionale di Preparazione di Minerali (IMPC) e, in particolare, il congresso XI IMPC organizzato dal prof. Carta a Cagliari nel 1975 al quale parteciparono scienziati di tutto il mondo
Fu anche membro dell’Organo Permanente sulla Sicurezza e la Salubrità delle miniere di carbone e delle altre industrie estrattive della CECA prima e della CEE.

## Premi e riconoscimenti
- Médaille Annuelles de l'Exercice, Société de l'Industrie Minérale, 1968[5]
- Premio "Il Minatore d'Argento", 1974[6]
- Premio dell'Associazione Mineraria Subalpina, 3 Dicembre 1985[7]